# Nuruzbeg
Nuruzbeg, Nuruz Beg, Nurusbeg, Nawruz Beg ou Muhammed Nurus († 1361), fut brièvement Khan de la Horde d'or (ou Horde bleue) de 1360 à sa mort.
Il serait l'un des nombreux fils du Khan Djanibeg mais cette filiation n'est pas prouvée. Nikolaï Karamzine faisait de Nuruzbeg un descendant du Khan Djötchi. En 1360, il prend la direction de la Horde en assassinant Kulna qui était peut-être son frère. Il soutient le prince russe Dimitri Constantinovitch contre son rival Dimitri Donskoï et l'aide à devenir Grand-Prince de Vladimir.
Quelques mois à peine après son accession au trône, Nuruzbeg meurt dans des conditions mystérieuses. Il aurait été assassiné avec son fils Timur par un chef rival, Mahmud Khirz. Sa mort accélère le démembrement de la Horde d'or, entamé sous le Khan Berdibeg. Dans cette période d'anarchie, plus de vingt Khans se disputeront l’autorité parmi lesquels Mamaï, puissant chef militaire de la Horde bleue qui s'imposera parmi les chefs mongols.